# Горчаньский (национальный парк)
Горчаньский (пол. Gorczański Park Narodowy) — национальный парк на юге Польши. Расположен в Малопольском воеводстве, на территории повятов Лимановский и Новотаргский.

## География
Занимает центральную и северо-восточную часть Горчаньских гор, которые являются часть массива Западных Бескид. Парк был создан в 1981 году с площадью 23,9 км²; современная площадь составляет 70,3 км², из которых 65,91 км² заняты лесом, 0,19 км² заняты внутренними водами и 4,18 км² заняты прочими землями. В парке отсутствуют крупные реки и озёра, имеются только небольшие ручьи. Высшая точка Горчаньского парка — гора Турбач (1310 м над уровнем моря). В парке имеется несколько пещер.

## Флора и фауна
На территории парка произрастают около 900 видов сосудистых растений, 25 видов мхов и 450 видов лишайников. Леса представлены главным образом елью, берёзой и пихтой.
В парке обитают 185 видов позвоночных, из которых 21 представлены в Красной книге животных Польши. Это такие виды как: карпатский тритон, тетерев-косач, белоспинный дятел, трёхпалый дятел, глухарь, малый подорлик, беркут, филин, длиннохвостая неясыть, воробьиный сыч, мохноногий сыч, лесная соня, двухцветный кожан, северный кожанок, европейский бурый медведь, малый подковонос, соня-полчок, малая кутора, обыкновенная рысь, евразийский волк и среднеевропейский лесной кот. Водятся 9 видов летучих мышей, 130 видов птиц (около 100 из них гнездятся в парке) и 7 видов земноводных.